# Carl Leonard
Carl Leonard Nilsson (artistnamn Carl Leonard), född 28 september 1897  i Lund, död 31 augusti 1947 i Raus församling, Helsingborg, var en svensk spårvägstjänsteman och sångare (tenor). 
Under åren 1927–1932 sjöng han för skivmärket Columbia in mer än ett 100-tal titlar på 78-varvare. Han ackompanjerades av varierande orkestrar, bland vilka kan nämnas Redvitt band, Gallikvartetten, Columbias dansorkester, Zaza band (inspelning gjord i London), Charleston Serenaders m.fl. Vissa inspelningar gjordes under namnet C. L. Nilsson.
Thomas Nordegren berättar i ett radioprogram om sin morfar Carl Leonard att skivinspelningar ägde rum både i Berlin och London. När Columbia senare öppnade lokalkontor i Köpenhamn reste de över Öresund till Helsingborg med sin moderna inspelningsbuss försedd med elektronisk apparatur för skivinspelning i Hotell Mollbergs stora festsal.
Carl Leonards repertoar var schlagerbetonad och titlarna vittnar om att han gärna framträdde med romantiska sånger.
I sin civila gärning var Carl Leonard Nilsson ingenjör vid spårvägen i Hälsingborg (dåvarande stavning). Han verkade även som så kallad Barnens Dags-general.